# Ismaël Koné (athlétisme)
Pour les articles homonymes, voir Ismaël Koné et Koné.
Ismaël Koné (né le 6 novembre 2000 à Richardson, Texas) est un athlète ivoirien d'origine américaine spécialisé dans le sprint.

## Biographie
Ismaël Koné est né le 6 novembre 2000 aux États-Unis. Il est le fils du sprinteur ivoirien Gaoussou Koné qui a participé aux Jeux olympiques de 1964 à Tokyo sur 100 mètres. Il étudie à l'Université du Texas à Arlington puis rejoint comme étudiant et athlète l'Université de la Nouvelle-Orléans avant d'étudier à l'université d'État de Floride à partir de 2023.

## Carrière
Il est sélectionné pour concourir pour la Côte d'Ivoire depuis 2019. En 2022, il fait sa première expérience aux championnats internationaux et est  éliminé au premier tour du 100 mètres aux Championnats du monde à Eugène avec 10 min 17 s. En 2023, il surpasse le record de son compatriote Arthur Cissé sur 60 mètres avec un chrono de 6s 51 lors du Clemson Invite 2023. En 2024, il défend les couleurs de son pays en prenant part aux Championnats d'Afrique d'athlétisme 2024 au Complexe multisports de Japoma au Cameroun aux côtés de onze compatriotes parmi lesquelles Marie-Josée Ta Lou. Après avoir été premier lors des demi-finale lors de l'épreuve du 100 mètres, il se classe finalement cinquième en finale. Toutefois, par équipe lors du relai 4x100m, il remporte la médaille de bronze aux côtés de Kouadio Eric Kouame, Arthur Cissé et Gnamien Nehemie N'Goran.

## Palmarès
| Date | Compétition            | Lieu   | Résultat | Épreuve   | Temps   |
| ---- | ---------------------- | ------ | -------- | --------- | ------- |
| 2024 | Championnats d'Afrique | Douala | 3e       | 4 × 100 m | 39 s 77 |
| 2024 | Championnats d'Afrique | Douala | 5e       | 100 m     | 10 s 24 |

## Meilleurs temps personnels
- 100 mètres: 10,00 s (+1,1 m/s), 25 mai 2022 à Bloomington
- 60 mètres (en salle): 6,66 s, 6 février 2022 à Birmingham
- 200 mètres: 20,64 s (+0,4 m/s), 8 juin 2022 à Eugène
- 200 mètres (en salle): 21,02 s, 28 février 2022 à Birmingham
- 60 mètres (en salles): 6s 51, 13 janvier 2023 à Clemson